# Journal of Indo-European Studies
Le Journal of Indo-European Studies est une revue trimestrielle d'études indo-européennes fondée en 1973 par Roger Pearson, soumise à évaluation par les pairs. Il publie sur des sujets traitant d'anthropologie, d'archéologie, de mythologie et de linguistique relatifs aux peuples indo-européens. Son rédacteur en chef est actuellement James Patrick Mallory.